# 変革90
変革90（カンビオ90、スペイン語:Cambio 90、英:Change90）は、かつてペルーに存在した右派政治団体である。党首はアルベルト・フジモリ。

## 概要
1989年にアルベルト・フジモリの支持政党として結成され、1990年4月のペルー大統領選挙では、新多数派と連合し臨んだ。大統領選挙の結果としてはフジモリが勝利したが同時に実施されたペルー共和国議会選挙では上院14議席、下院32議席と第三党にとまる結果だったため、野党のアメリカ革命人民同盟や中道右派政党連合の民主戦線などと激しく対立した。1992年に行われた政権議会選挙で新多数派と連立を組み過半数を獲得した。フジモリが失脚した後の2001年の総選挙では新多数派連立を組み再び立候補したが120議席中の3議席にとどまった。